# محواش (جحانة)

تعديل مصدري - تعديل

محواش هي إحدى قرى عزلة اليمانية السفلى بمديرية جحانة التابعة لمحافظة صنعاء، بلغ تعداد سكانها 990 نسمة حسب تعداد اليمن لعام 2004.